# Gastón González
Gastón González (* 28. März 1995 in Jaca) ist ein spanischer Eishockeyspieler, der seit 2022 in der Superliga erneut beim CH Jaca spielt. 

## Karriere
Gastón González begann seine Karriere als Eishockeyspieler in der Nachwuchsabteilung des CH Jaca, für den er 2012 sein Debüt in der Superliga gab. 2015 und 2016 wurde er mit der Mannschaft Spanischer Landesmeister. Nachdem er die Spielzeit 2017/18 beim Montpellier Métropole HC in der drittklassigen französischen Division 2 verbracht hatte, kehrte er für zwei Jahre nach Jaca zurück. Seit 2020 spielte er für den FC Barcelona, mit dem er 2021 und 2022 spanischer Meister wurde. Anschließend kehrte er nach Jaca zurück und wurde dort erneut spanischer Meister und gewann auch erstmals den Pokalwettbewerb.

### International
Für Spanien nahm González im Juniorenbereich an den U18-Junioren-Weltmeisterschaften der Division II 2012 und 2013 sowie den U20-Junioren-Weltmeisterschaften der Division II 2013, 2014 und 2015 teil. Zudem nahm er mit der spanischen Studentenauswahl an der Winter-Universiade 2015 im spanischen Granada teil.
Sein Debüt in der Herren-Nationalmannschaft gab er bei der Weltmeisterschaft der Division II 2015, als er im Auftaktspiel gegen den späteren Absteiger Australien zweimal traf. Auch 2016, 2017, 2018, 2019, 2022 und 2023, als ihm mit den Iberern nach zwölf Jahren die Rückkehr in die Division I gelang, spielte er in der Division II. Zudem vertrat er seine Farben bei den Qualifikationsturnieren für die Olympischen Winterspiele 2018 in Pyeongchang und 2022 in Peking.

## Erfolge und Auszeichnungen
- 2015 Spanischer Meister mit dem CH Jaca
- 2016 Spanischer Meister mit dem CH Jaca
- 2018 Aufstieg in die Division II, Gruppe A, bei der Weltmeisterschaft der Division II, Gruppe B
- 2021 Spanischer Meister mit dem FC Barcelona
- 2022 Spanischer Meister mit dem FC Barcelona
- 2023 Spanischer Meister und Pokalsieger mit dem CH Jaca
- 2023 Aufstieg in die Division I, Gruppe B, bei der Weltmeisterschaft der Division II, Gruppe A